# Ярошівська сільська рада (Катеринопільський район)
Ярошівська сільська́ ра́да — адміністративно-територіальна одиниця та орган місцевого самоврядування в Катеринопільському районі Черкаської області. Адміністративний центр — село Ярошівка.

## Загальні відомості
- Населення ради: 2 025 осіб (станом на 2001 рік)

## Населені пункти
Сільській раді підпорядковані населені пункти:
- с. Ярошівка
- с. Надвисся

## Склад ради
Рада складається з 16 депутатів та голови.
- Голова ради: Андрущенко Наталія Павлівна
- Секретар ради: Тройчук Лідія Миколаївна

### Керівний склад попередніх скликань
| Прізвище, ім'я, по батькові | Основні відомості                                                         | Дата обрання | Дата звільнення |
| --------------------------- | ------------------------------------------------------------------------- | ------------ | --------------- |
| Андрущенко Наталія Павлівна | Сільський голова, 1965 року народження, освіта вища, позапартійна         | 26.03.2006   | 31.10.2010      |
| Андрущенко Наталія Павлівна | Сільський голова, 1965 року народження, освіта вища, член Партії регіонів | 31.10.2010   |                 |

Примітка: таблиця складена за даними сайту Верховної Ради України

### Депутати
За результатами місцевих виборів 2010 року депутатами ради стали:

#### За суб'єктами висування
| Суб'єкт висування | Кількість обраних депутатів | %   |
| ----------------- | --------------------------- | --- |
| Самовисування     | 16                          | 100 |

#### За округами
| № округу | Прізвище, ім'я, по батькові     | Дата визнання обраним | Освіта             | Партійна приналежність                | Відомості про обраного депутата                                 |
| -------- | ------------------------------- | --------------------- | ------------------ | ------------------------------------- | --------------------------------------------------------------- |
| 1        | Парубоча Валентина Яківна       | 02.11.2010            | середня спеціальна | позапартійна                          | ЯрошівськаАмбулаторії ЗПСМ, акушерка амбулаторії                |
| 2        | Біляк Яніна Іванівна            | 02.11.2010            | середня спеціальна | позапартійна                          | ЯрошівськаАмбулаторії ЗПСМ, фельдшер                            |
| 3        | Марян Світлана Філімонівна      | 02.11.2010            | середня спеціальна | позапартійна                          | Ярошівська ДНЗ «Тополька», пом.вихователя                       |
| 4        | Табачківська Оксана Петрівна    | 02.11.2010            | вища               | член Політичної партії «Наша Україна» | Ярошівська загальноосвітня школа, вчитель фізики та інформатики |
| 5        | Норцова Алла Анатоліївна        | 02.11.2010            | вища               | позапартійна                          | Ярошівська с/р, землевпорядник                                  |
| 6        | Тройчук Лідія Миколаївна        | 02.11.2010            | середня спеціальна | член Партії регіонів                  | Ярошівська с/р, секретар с/р                                    |
| 7        | Толстова Ліна Юріївна           | 02.11.2010            | середня спеціальна | позапартійна                          | Ярошівська с/р, спец.з бух.обл.                                 |
| 8        | Андрущенко Максим Юрійович      | 02.11.2010            | вища               | позапартійний                         | ПСП АФ «Хлібороб», агроном                                      |
| 9        | Байда Леонід Іванович           | 02.11.2010            | вища               | позапартійний                         | Ярошівська загальноосвітня школа, вчитель трудового навчання    |
| 10       | Колюча Наталія Анатоліївна      | 02.11.2010            | середня            | позапартійна                          | Ярошівська с/р, нач. ВОС                                        |
| 11       | Лимаренко Вадим Андрійович      | 02.11.2010            | вища               | позапартійний                         | тимчасово не працює                                             |
| 12       | Марян Віталія Володимирівна     | 02.11.2010            | середня спеціальна | позапартійна                          | ЯрошівськаАмбулаторії ЗПСМ, медсестра                           |
| 13       | Мороз Ірина Миколаївна          | 02.11.2010            | середня            | позапартійна                          | ПП Андрущенко Ю. Б., продавець                                  |
| 14       | Мельник Василь Іванович         | 02.11.2010            | середня спеціальна | позапартійний                         | тимчасово не працює                                             |
| 15       | Лимаренко Галина Іванівна       | 02.11.2010            | середня спеціальна | позапартійна                          | ПСП АФ «Хлібороб», бухгалтер                                    |
| 16       | Вербовський Олександр Борисович | 02.11.2010            | середня спеціальна | член Партії регіонів                  | ПСП АФ «Хлібороб», водій                                        |